# Shōsenkyō
Les gorges de Shōsen (昇仙峡, Shōsenkyō) sont un canyon creusé par la rivière Arakawa au nord de Kōfu dans la préfecture de Yamanashi, au Japon. Elles font partie du parc national de Chichibu Tamakai et sont désignées comme lieu spécial de beauté pittoresque par le gouvernement japonais. L'endroit est prisé des randonneurs en automne pour la couleur rouge des feuilles.